# Betsy Balcombe
Lucia Elizabeth Balcombe, nota semplicemente come Betsy Balcombe, poi maritata Abell, (1802 – Londra, 29 giugno 1871) è stata una scrittrice inglese, nota per essere stata amica di Napoleone Bonaparte durante i primi tre anni del suo esilio a Sant'Elena, dal 1815 al 1818. Nel 1830 è diventata proprietaria terriera nel Nuovo Galles del Sud, in Australia, mentre nel 1844 ha pubblicato un libro di memorie (Recollections of the Emperor Napoleon during the first three years of his captivity on the island of St. Helena) basato sul tempo trascorso a Sant'Elena insieme a Napoleone.

## Biografia

### L'infanzia e l'arrivo a Sant'Elena

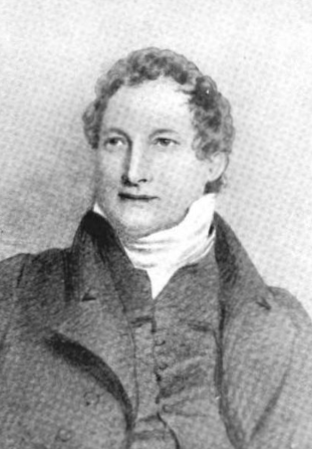
William Balcombe, padre di Betsy e sovrintendente della Compagnia britannica delle Indie orientali.

Lucia Elizabeth Balcombe, comunemente nota come Betsy Balcombe, nacque in Inghilterra nel 1802 come seconda figlia di William (1779-1829) e Jane Balcombe, nata Cranston. Suo padre era sovrintendente alle vendite pubbliche nell'isola di Sant'Elena per la Compagnia britannica delle Indie Orientali. Betsy aveva una sorella di nome Elisa Jane, di due anni più grande, e due fratelli più piccoli, William (come il padre) e Alexander, rispettivamente di sette e di cinque anni.
La giovane Betsy giunse per la prima volta a Sant'Elena nel 1807, quando la Compagnia delle Indie Orientali vi inviò William Balcombe e la sua famiglia. Oltre ai suoi doveri da sovrintendente, sull'isola William divenne anche un commerciante. Il 1º luglio 1811 il padre di Betsy acquistò il terreno in un'area chiamata Briars, che includeva un cottage fuori città (oggi non più esistente) dove la famiglia inglese prenderà dimora, e un padiglione su una collina lì vicino che veniva usato per prendere il tè e come stanza da gioco dei bambini. Non è noto sapere se la casa ai Briars è stata costruita da William Balcombe o se sorgeva già prima del loro insediamento in quell’area.
In seguito, con la sorella Jane, Betsy partirà alla volta dell'Inghilterra per completare la sua istruzione e lì imparerà il francese. Nel 1814 le sorelle fecero ritorno a Sant'Elena riprendendo a vivere in pianta stabile ai Briars insieme alla famiglia.

### L'amicizia con Napoleone
Nell'ottobre 1815 iniziò a spargersi la notizia sull'isola che Napoleone Bonaparte, ex imperatore dei francesi, sarebbe presto giunto a Sant'Elena come prigioniero del governo inglese in seguito alla sconfitta nella battaglia di Waterloo, avvenuta il 18 giugno dello stesso anno. Il 15 ottobre, dopo due mesi e una settimana di traversata a bordo del vascello HMS Northumberland, Napoleone arrivò a Sant'Elena, ma sbarcò ufficialmente − tra la curiosità dei Balcombe e degli altri isolani − solo il giorno seguente, alloggiando per la notte nella casa del signor Porteous nella città di Jamestown.
Poiché la definitiva residenza di Napoleone, Longwood House, non era ancora pronta per contenere l'illustre prigioniero, il 17 ottobre l'imperatore scelse i Briars come luogo che potesse ospitarlo in via temporanea, apprezzando il fatto che fosse una delle poche zone nell'isola caratterizzata da una vegetazione rigogliosa. Quello stesso giorno Besty − all'epoca tredicenne − e la sua famiglia fecero la conoscenza di Napoleone. Durante quell'incontro i Balcombe si dissero disposti a lasciare la loro abitazione all'imperatore, il quale, però, per non creare disturbo si accontentò di risiedere nel padiglione di famiglia insieme ai suoi domestici, al conte Emmanuel de Las Cases e a suo figlio.
Betsy, nonostante fin da piccola abbia sempre avuto paura di Napoleone a causa delle storie che si raccontavano su di lui in Inghilterra e che lo dipingevano come una sorta di Babau, già al primo incontro con lui superò tutte le sue paure, e, in breve tempo, tra i due si stabilì una giocosa complicità e una sincera amicizia, suscitando la gelosia e lo stupore della servitù francese. A differenza di tutti gli altri membri della piccola corte dell'imperatore, Betsy non trattava Napoleone con deferenza e non mostrava alcun timore nei suoi confronti ma lo considerava al pari di un suo coetaneo. La ragazzina, infatti, si divertiva a combinargli diversi scherzi, senza mai però incorrere nella sua ira. Oltre che di Betsy, Napoleone divenne compagno di giochi anche dei suoi fratelli più piccoli, uno dei quali si rivolgeva a lui chiamandolo "Boney" (abbreviazione di Bonaparte) senza essere rimproverato. L'imperatore regalò spesso ai giovani Balcombe leccornie preparate dal suo pasticcere, ma anche palloncini giocattolo o un carro alimentato da quattro topolini vivi, mentre una volta si divertì a giocare con loro a mosca cieca.

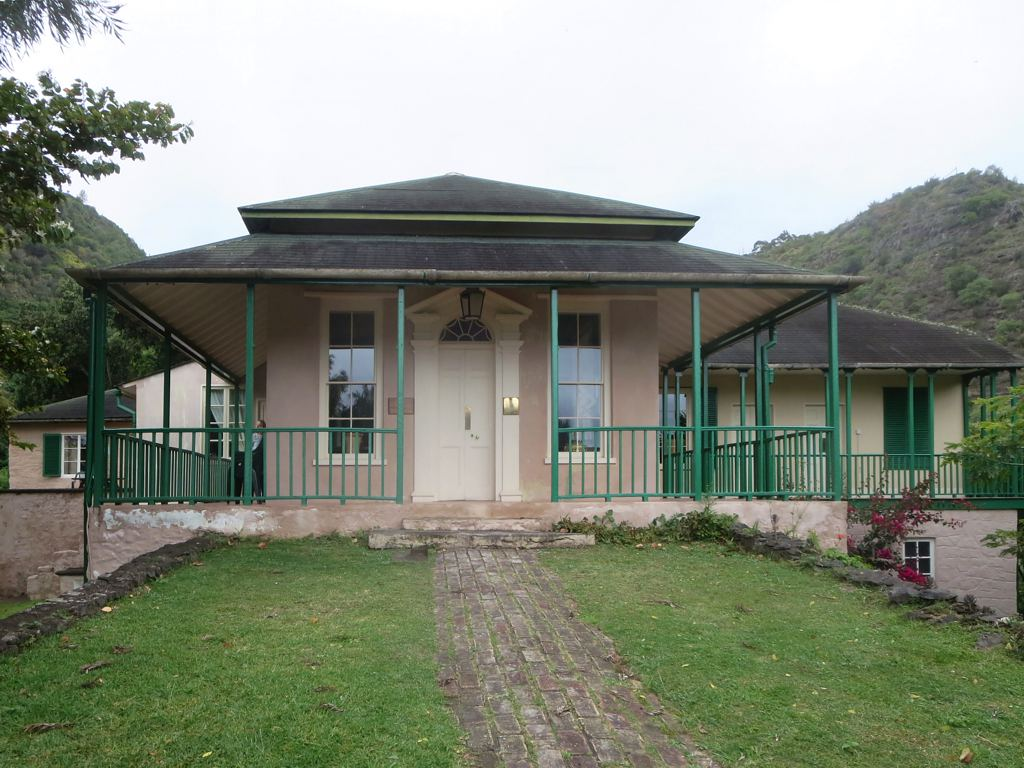
Il padiglione ai Briars, in cui Napoleone soggiornò per due mesi, come appare oggi.

Il 10 dicembre 1815, poco meno di due mesi dopo il suo arrivo ai Briars, Bonaparte si trasferì insieme al suo seguito a Longwood House al termine dei lavori di adeguamento della villa. Betsy rimase molto addolorata per la partenza di Napoleone, ma, nonostante ciò, l'imperatore esortò la famiglia Balcombe a fargli spesso visita anche nella sua nuova dimora (cosa che fecero, considerando anche che a William Balcombe erano stati assegnati incarichi di fornitura a Longwood House).
Intanto la stampa europea iniziò a far circolare la notizia sulla presunta relazione amorosa tra il 47enne Napoleone e l'adolescente inglese. «Nel 1817 prende a circolare sui giornali di mezza Europa un ghiotto pettegolezzo: a Sant'Elena (...) Napoleone si è innamorato di una quattordicenne inglese di nome Betsy (...)», scrive Ernesto Ferrero, il curatore del volume, nell'incipit del risvolto di copertina del libro Il mio amico Napoleone, edizione italiana delle memorie di Betsy. Luigi Mascilli Migliorini, recensendo la pubblicazione, scrive: «Precocissimo Proust, tocca in sorte a Napoleone, nell'arco di un'esistenza certamente non monotona, anche di vivere all'ombra delle fanciulle in fiore». Che la narrazione dell'incontro fosse di tipo letterario è suggerito anche in relazione al film italiano Sant'Elena, piccola isola. Nei titoli di testa si parla degli appunti di Geografia di Napoleone studente al collegio di Auxonne, «Quegli appunti son rimasti troncati nel mezzo di una pagina e finiscono con queste parole Sant'Elena, piccola isola... poi in quelle pagine egli non scrisse più nulla». Di fatto, quindi, le memorie letterarie riguardanti nostalgie e affetti dell'imperatore continuano nel diario di Betsy, parallelamente alla stesura de Il Memoriale di Sant'Elena.
Nel marzo 1818 la salute della madre di Besty iniziò a destare preoccupazione, costringendo i Balcombe a lasciare Sant'Elena e a tornare in Inghilterra a bordo della nave Winchelsea. In realtà, il vero motivo per cui la famiglia lasciò l'isola fu che vennero espulsi dal governatore Hudson Lowe, il quale disapprovava l'amicizia tra i Balcombe e Napoleone, sospettandoli di contrabbandare messaggi segreti da Longwood House. Prima che Betsy e la sua famiglia lasciassero per sempre Sant'Elena, Napoleone si congedò dalla ragazza dicendole che non avrebbe dimenticato la loro amicizia e le diede in dono una ciocca dei suoi capelli.

### La vita dopo Sant'Elena
Tre anni dopo aver lasciato l'isola, nel maggio 1821 (mese, peraltro, in cui Napoleone spirava a Sant'Elena) Betsy Balcombe sposò Edward Abell ed ebbe una figlia, ma il matrimonio fallì presto. Per guadagnarsi da vivere, Betsy fece soldi insegnando musica. Nel 1824 fece una visita con la sua famiglia nel Nuovo Galles del Sud, in Australia, ma tornò in Inghilterra subito dopo. Nel 1830 tornò nel Nuovo Galles del Sud con suo fratello William e insieme ottennero una concessione di una terra adiacente alla proprietà del padre vicino a Bungonia. Quello stesso anno Giuseppe Bonaparte, fratello di Napoleone, visitò Betsy a Londra che gli raccontò i suoi ricordi del periodo in cui visse a Sant'Elena.
Alcuni anni dopo tornò a Londra e nel 1844 pubblicò sul New Century Magazine un libro, Recollections of the Emperor Napoleon during the first three years of his captivity on the island of St. Helena, basato sul suo rapporto con Napoleone nei tre anni che ha trascorso con lui a Sant'Elena. Altre due edizioni furono realizzate nel 1845 e nel 1853, mentre una quarta venne pubblicata nel 1873 da sua figlia.
Dopo essersi recata in Francia ed aver incontrato Napoleone III  − nipote di Bonaparte che le concesse 500 ettari di terreno in Algeria −, Betsy Abell morì a Londra il 29 giugno 1871 all'età di 69 anni e fu sepolta nel cimitero di Kensal Green Cemetery, dove tuttora riposa.
Nel 1960 la scrittrice australiana Dame Mabel Brookes (1890-1975), pronipote di Betsy Balcombe, acquistò il padiglione ai Briars in cui visse Napoleone e lo offrì alla Francia.

## Nella cultura di massa
- Il primo film in cui Betsy Balcombe compare è Sant'Elena, piccola isola, pellicola italiana del 1943, nel quale Elsa De Giorgi veste i panni dell'adolescente inglese.
- Nel 2002 Betsy compare in Napoléon, una miniserie televisiva storica che esplora la vita di Napoleone Bonaparte, basata sul libro di Max Gallo (intitolato Napoleon). Nella serie la ragazzina, interpretata da Tamsin Egerton, compare all'inizio del primo episodio e alla fine dell'ultimo, quando si congeda dall'imperatore prima di lasciare l'isola.
- Un anno dopo, nel 2003, Betsy è uno dei personaggi principali di Monsieur N., un film franco-britannico del 2003, diretto da Antoine de Caunes. La pellicola che immagina una relazione tra Napoleone e Betsy, i quali riescono a fuggire dall'isola per tornare in Europa. Betsy Balcombe è interpretata da Siobhan Hewlett.